# Allocosa nigrofulva
Allocosa nigrofulva là một loài nhện trong họ wolfspinnen (Lycosidae).
Loài này thuộc chi Allocosa. Allocosa nigrofulva được Lodovico di Caporiacco miêu tả năm 1955.